# David Lander
David Lander (Brooklyn, 22 de junio de 1947 - Los Ángeles, 4 de diciembre de 2020) fue un actor y comediante estadounidense, reconocido principalmente por su papel como Squiggy en la comedia de situación Laverne & Shirley.

## Biografía

### Carrera
Lander inició su carrera a comienzos de la década de 1970 apareciendo en la serie de televisión Will the Real Jerry Lewis Please Sit Down, donde aportó la voz de Jerry Lewis. Obtuvo reconocimiento en su país con su interpretación como Squiggy en la comedia de situación Laverne & Shirley, papel que interpretó entre 1976 y 1983 y que repitió en un episodio del seriado Días felices en 1979. Durante su carrera, que se extendió hasta mediados de la década de 2010, apareció en cerca de 50 series de televisión y en aproximadamente 30 películas.

### Enfermedad y fallecimiento
Lander padecía esclerosis múltiple. Diagnosticada oficialmente el 15 de mayo de 1984 en el Centro Médico Cedars-Sinaí, la hizo pública en 1999 y habló regularmente en convenciones relacionadas. En 2002 publicó su autobiografía, titulada Fall Down Laughing: How Squiggy Caughtgy Caughtughting Multiple Sclerosis and Didn't Tell Nobody.
Falleció por complicaciones con su enfermedad en el mencionado centro médico en Los Ángeles, California, el 4 de diciembre de 2020. Tenía setenta y tres años y previo a su fallecimiento debía usar un scooter de movilidad para poder trasladarse.

## Filmografía

### Cine
| Año  | Título                              | Papel                | Notas |
| ---- | ----------------------------------- | -------------------- | ----- |
| 1977 | Cracking Up                         | Varios               |       |
| 1979 | 1941                                | Joe                  |       |
| 1980 | Wholly Moses!                       | Beggar               |       |
| 1980 | Used Cars                           | Freddie Paris        |       |
| 1982 | Pandemonium                         | Pepe                 |       |
| 1985 | The Man with One Red Shoe           | Stemple              |       |
| 1987 | The Big Bang                        | Fred                 | Voz   |
| 1987 | Steele Justice                      | Guarda               |       |
| 1987 | Funland                             | Bruce Burger         |       |
| 1988 | Who Framed Roger Rabbit             | Smart Ass            | Voz   |
| 1990 | Masters of Menace                   | Squirt               |       |
| 1991 | Steel and Lace                      | Schumann             |       |
| 1992 | A League of Their Own               | Presentador          |       |
| 1992 | Tom and Jerry: The Movie            | Frankie da Flea      | Voz   |
| 1993 | Betrayal of the Dove                | Norman               |       |
| 1998 | A Bug's Life                        | Thumper              | Voz   |
| 1998 | Ava's Magical Adventure             | Alcalde              |       |
| 1998 | The Modern Adventures of Tom Sawyer | Burgabom             |       |
| 1999 | The Iron Giant                      | Hunter               | Voz   |
| 1999 | Baby Huey's Great Easter Adventure  | Bernie               |       |
| 2000 | Titan A.E.                          | Alcalde              | Voz   |
| 2000 | Scary Movie                         | Squiggy Squiggman    |       |
| 2000 | The Tangerine Bear                  | Theodore             | Voz   |
| 2001 | Say It Isn't So                     | Reverendo Stillwater |       |
| 2001 | Dr. Dolittle 2                      | Bird                 | Voz   |
| 2001 | Jimmy Neutron: Boy Genius           | Gus                  | Voz   |
| 2002 | Jane White Is Sick & Twisted        | Gerry King           |       |
| 2004 | Christmas with the Kranks           |                      |       |
| 2006 | Zoom                                |                      |       |
| 2006 | Tomoko's Kitchen                    | Gene                 | Corto |
| 2009 | Green Lantern: First Flight         | Ch'p                 | Voz   |

### Televisión
| Año     | Título                                             | Papel                         | Notas         |
| ------- | -------------------------------------------------- | ----------------------------- | ------------- |
| 1970–72 | Will the Real Jerry Lewis Please Sit Down          | Jerry Lewis                   | 18 episodios  |
| 1972    | Love, American Style                               | Voces                         | 1 episodio    |
| 1972    | The ABC Saturday Superstar Movie                   | Jud                           | 1 episodio    |
| 1973    | Fem myror är fler än fyra elefanter                | Magnus                        | 40 episodios  |
| 1974    | The Bob Newhart Show                               | Milt                          | 1 episodio    |
| 1975    | Rhoda                                              | Mel Towers                    | 1 episodio    |
| 1975    | Barney Miller                                      | David Gordon                  | 1 episodio    |
| 1976    | Viva Valdez                                        | Harry                         | 1 episodio    |
| 1976–83 | Laverne & Shirley                                  | Andrew 'Squiggy' Squiggman    | 156 episodios |
| 1979    | Happy Days                                         | Andrew 'Squiggy' Squiggman    | 1 episodio    |
| 1984    | The Love Boat                                      | Arnold Herlick                | 2 episodios   |
| 1985    | Highway to Heaven                                  | Ed                            | 1 episodio    |
| 1985    | George Burns Comedy Week                           |                               | 1 episodio    |
| 1986    | Tall Tales & Legends                               | Sylvester                     | 1 episodio    |
| 1986    | Galaxy High                                        | Milo de Venus                 | 1 episodio    |
| 1987    | Matlock                                            | Eli Walsh                     | 1 episodio    |
| 1988    | Simon & Simon                                      | Alvie 'The Weasel' Hortsnagel | 1 episodio    |
| 1989    | Father Dowling Mysteries                           | Eric Becker                   | 1 episodio    |
| 1989    | Monsters                                           | James Self                    | 1 episodio    |
| 1989    | Married... with Children                           | Eli                           | 1 episodio    |
| 1989    | Star Trek: The Next Generation                     | Táctico                       | 1 episodio    |
| 1989    | Knight & Daye                                      |                               | 1 episodio    |
| 1989    | Las pesadillas de Freddy                           | Lenny Nordhoff                | 1 episodio    |
| 1990    | Head of the Class                                  | Sr. Freelik                   | 1 episodio    |
| 1990    | TaleSpin                                           | Weazel                        | 1 episodio    |
| 1990    | A Pup Named Scooby-Doo                             | Voces                         | 3 episodios   |
| 1990    | Midnight Patrol: Adventures in the Dream Zone      | Voces                         | 13 episodios  |
| 1990–91 | Twin Peaks                                         | Tim Pinkle                    | 3 episodios   |
| 1991    | ProStars                                           | Voces                         |               |
| 1991    | A Garfield Christmas                               | Doc Boy                       | 1 episodio    |
| 1991–93 | Tom & Jerry Kids                                   | Bernie                        | 3 episodios   |
| 1992    | On the Air                                         | Valdja Gochktch               | 7 episodios   |
| 1992    | Camp Candy                                         | Voces                         | 1 episodio    |
| 1992    | Batman: The Animated Series                        | Nitro                         | 1 episodio    |
| 1992    | The Little Mermaid                                 | Da Shrimp                     | 3 episodios   |
| 1993    | Matrix                                             | Freddy Flanagan               | 1 episodio    |
| 1993    | Family Album                                       | Sr. DeVito                    | 1 episodio    |
| 1994    | Getting By                                         | Sid Smollen                   | 1 episodio    |
| 1994–95 | Tattooed Teenage Alien Fighters from Beverly Hills | Lechner                       | 26 episodios  |
| 1994–96 | Saturday Night Live                                | Squiggy                       | 2 episodios   |
| 1995    | Family Matters                                     | Oliver                        | 2 episodios   |
| 1995    | Dream On                                           | Norman Mailer                 | 1 episodio    |
| 1995    | The Nanny                                          | Landlord                      | 1 episodio    |
| 1996    | Homeboys in Outer Space                            | Inspector 17                  | 1 episodio    |
| 1996    | The Tick                                           | Filth #4                      | 1 episodio    |
| 1996    | Superman: The Animated Series                      | Sqweek                        | 2 episodios   |
| 1996    | Hey Arnold!                                        | Sewer King                    | 1 episodio    |
| 1996–97 | Pacific Blue                                       | Elvis Kryzcewski              | 14 episodios  |
| 1996–98 | Jungle Cubs                                        | Arthur                        | 20 episodios  |
| 1997    | L.A. Heat                                          | Cecil Rusk                    | 1 episodio    |
| 1997    | Nash Bridges                                       | Norman Guilfoyle              | 1 episodio    |
| 1997    | Johnny Bravo                                       | Christopher, Beaver           | 2 episodios   |
| 1997    | Space Ghost Coast to Coast                         | Él mismo                      | 1 episodio    |
| 1997    | The Weird Al Show                                  | Minero                        | 1 episodio    |
| 1997–98 | The Bold and the Beautiful                         | Dr. Martin 'Marty' Guthrie    | 12 episodios  |
| 1997–98 | 101 Dalmatians: The Series                         | Horace Badun                  | 28 episodios  |
| 1998    | Diagnosis: Murder                                  | Willie Andrews                | 1 episodio    |
| 1999    | Sabrina, the Teenage Witch                         | Postmaster                    | 1 episodio    |
| 1999    | Mad About You                                      | Anunciante                    | 1 episodio    |
| 1999    | Arliss                                             | Promotor                      | 1 episodio    |
| 1999    | Recess                                             | Leonard Weems                 | 2 episodios   |
| 2000    | 100 Deeds for Eddie McDowd                         | Caesar                        | 2 episodios   |
| 2001    | Black Scorpion                                     | Eugene Gardner/Greenthumb     | 1 episodio    |
| 2001–03 | Oswald                                             | Henry                         | 22 episodios  |
| 2002    | The Simpsons                                       | Squiggy                       | 1 episodio    |
| 2004    | The Grim Adventures of Billy & Mandy               | Brain                         | 1 episodio    |
| 2005    | Hopeless Pictures                                  | Les                           |               |
| 2007    | The Grim Adventures of Billy & Mandy               | Curtis                        | 1 episodio    |
| 2009    | Raising the Bar                                    | Jury Foreman                  | 1 episodio    |
| 2009–11 | The Garfield Show                                  | Doc Boy                       | 4 episodios   |
| 2015    | Break a Hip                                        | Charlie                       | 6 episodios   |
| 2016    | SpongeBob SquarePants                              | Donnie                        | 1 episodio    |
| 2017    | Goldie & Bear                                      | Rumpelstiltskin               | 1 episodio    |